# بروق ندي
البروَق النَدي (باللاتينية: Asphodelus viscidulus) نوع نباتي يتبع جنس البروَق من الفصيلة البروَقية.

## الموئل والانتشار
ينتشر في الجزء المتوسطي من الوطن العربي، حيث يتواجد في بلاد الشام ومصر والمغرب العربي.